# Maungaraki
Maungaraki est une banlieue de la ville de Lower Hutt située dans la partie inférieure de l’île du Nord en Nouvelle-Zélande.

## Situation
La banlieue est localisée dans les collines à l’ouest de la vallée de Hutt avec un accès dans ce secteur via la route State Highway 2/S H 2 (en) et elle offre une vue étendue sur le port de Wellington et sur Matiu/Somes Island.
La banlieue constitue un important développement suburbain sur l'escarpement occidental de la vallée de Hutt, qui longe de la faille de Wellington (en).

## Toponymie
Maungaraki, traduit du Māori, signifie « montagnes vers le nord », ce qui fait probablement référence au pā Māori en direction du sud, qui siégeait autrefois au niveau de « Pito-one » (Petone).

## Bâtiments de la Communauté
La banlieue a un centre commercial, une église, et une salle communautaire gérée par l’« Association de la Communauté de Maungaraki ».
Ce bâtiment de l'église fut relocalisé à partir de l’ancien atelier de la « NZ Railways » situé à Moera.

## Éducation
- L’école de « Maungaraki School » est une école assurant tout le primaire, fondée le 19 avril 1999 par la fusion des écoles de «Puketiro school » et de « Otonga school »[3] .

- L’école de « Puketiro School » ouvrit en 1967 et était sur le même site que l’école de « Maungaraki School » sur Dowse Drive.
- L’école d’« Otonga School », qui borde le « Belmont Regional Park » sur Oakleigh Street, ouvrit en 1977.

La plupart des terrains qu’occupait l’école d’Otonga sont maintenant occupés par des maisons privées.

## Histoire
Le nombre de logements a augmenté rapidement dans le quartier dans les années 1960, à l’époque où, il s'agissait du plus important lotissement du gouvernement local en Nouvelle-Zélande.
La route principale passant à travers la banlieue, Dowse Drive, est baptisée en l'honneur du maire de la ville de Lower Hutt entre 1950 et 1970, Percy Dowse (en), qui mena le développement du lotissement à Maungaraki.
La plupart des autres routes de la banlieue portent des noms d’arbres.
‘Reese Jones Grove’ est nommée d’après Thomas et Myrtle Reese Jones, un couple de fermier de Korokoro, qui vendit une partie de ses terres dans Maungaraki au conseil municipal de Lower Hutt (en) en 1957.